# Ernyey József
Ernyey József János, névváltozat: Ernyei (Rákosvölgyudvarnok-Zábava, 1869. szeptember 21. – Budapest, Ferencváros, 1945. október 1.) múzeumi főigazgató.

## Élete
Ernyey József és Ludvik Johanna (Ludvigh Janka) fia. 1889-ben végzett a nyitrai piarista gimnáziumban, majd 1889-1892 között Hajdúszoboszlón és Kapuvárott gyógyszerészgyakornok. 1892-ben Kolozsvárott tett vizsgát. Ezután Ógyallán, Lőcsén, Körmöcbányán és Pozsonyban gyógyszerész, majd Budapestre került és a Hazánk, illetve a Vasárnapi Újság cikkírója lett. 4 féléven át az állatorvosi főiskola, 3 féléven át 1897-1898-ban a Budapesti Tudományegyetem rendkívüli hallgatója.
1903-ban napidíjas gyakornok lett a Magyar Nemzeti Múzeum néprajzi osztályán, ahol 1910-től fizetés nélküli, 1918-tól fizetett segéd-őr volt. 1919-től őr, 1923-tól könyvtáros, majd áthelyezték az Országos Széchényi Könyvtárba. 1929-től az éremtár megbízott igazgatója, 1934-ben az Országos Természettudományi Múzeum igazgatója, 1935-1937 között főigazgatója.
1922-től a cseh nyelv megbízott előadója az egyetem közgazdaságtudományi karán.
A Gyógyszerészi Hetilap és a Gyógyszerészi Értesítő állandó munkatársa, utóbbi segéd-szerkesztője is volt. Számos kézirata található a MTA, az OSZK, a Magyar Természettudományi Múzeum és a Néprajzi Múzeum kézirattáraiban.
Levelezést folytatott többek között Ľudovít Vladimír Riznerrel és Jozef Škultétyval is.
Halálát szívbénulás okozta.

## Művei
- 1904 A Magyar Nemzeti Múzeum Néprajzi Osztályának kézikönyvtára. Betűrendes címjegyzék. 3, 4. pótlás. Budapest. (tsz. Szakács Péter)
- 1905 A magyar Szentkorona országainak területén érvényben volt gyógyszerkönyvek hivatalos gyógyszereinek jegyzéke 1774-1904. Budapest.
- 1907 A busójárás és más farsangi játékok. Budapest.
- 1909 Magyar gyógyszerkönyv. Budapest. (4. kiad. 1934)
- 1912 Határozó kulcs a magyar flóra területén működő ama botanikusok felismerésére, akik az „Album Kleinianum”-ban ábrázoltattak. Budapest. (Tréfás. Szerzősége vitatott.[5])
- 1912 A Majthényiak és a Felvidék. Budapest. (tsz. Odescalchi Artúr)
- 1916 A pozsonyi botanikuskert katalógusa 1651-ből. Botanikai Közlemények.
- 1918 Oroszlánkő vára és ura. In: Fejérpataky emlékkönyv.
- 1923 A visegrádi vár. Budapest. (tsz. Lux Kálmán)
- 1923 Tótnyelvű krónikás énekek és kuruc dalok. Ethnographia.
- 1926 Morvaország magyar urai. Turul.
- 1926 Régi cseh telepítések hazánkban. Szeged.
- 1926 A M. Nemzeti Múzeum "Csák Máté" hermája. In: Az Országos Magyar Régészeti Társulat Évkönyve 2.
- 1928 A gyógyszerészi múzeumok ügye. Magyar Gyógyszerésztudományi Társaság Értesítője.
- 1928 Kísérletek a körmöcbányai pénzverő áthelyezésére 1524-1640. Numizmatikai Közlöny.
- 1932 Benkó József termtudományi hagyatéka. Botanikai Közlemények.
- 1932/1938 A felsőmagyarországi bányavárosok német népi színjátékai. Budapest. (tsz. Kurzweil Géza)
- 1932 Szerzetesrendjeink gyógyszertárai. Pápa.
- 1934 Az anyarozs történelméből. Magyar Orvosok és természetvizsgálók LXI. vándorgyűlésének munk.
- 1934 A gyógyszerkönyvek és az új magyar gyógyszerkönyv latinsága. Pápa.
- 1935 Clusius és Báthory István. Botanikai Közlemények.
- 1935 A Pázmány Péter Tudegyetem első gyógyszerészei. Pápa.
- 1938 Bilder aus der Geschichte der niederungarischen Bergstädte. Budapest. (tsz. Karsai Géza)
- 1940 Egy német gyógyszerész Budán Mátyás és II. Ulászló idején. Pápa.

## Emlékezete
- Ernyey József Gyógyszerésztörténeti Könyvtár
- Ernyey József-emlékérem a Magyar Gyógyszerésztudományi Társaság Gyógyszerésztörténeti Szakosztályának 1974-ben alapított legmagasabb szakmai elismerése.[6]